# Pierre Mounier
Pour les articles homonymes, voir Mounier.
Pierre Mounier est un auteur français né le 30 juin 1970, ingénieur de recherche à l'EHESS, auteur de plusieurs ouvrages et fondateur du portail Homo-numericus.net. Il est directeur-adjoint du Centre pour l'édition électronique ouverte.

## Biographie
Ancien élève de l’École normale supérieure de la rue d'Ulm (1991-1995), Pierre Mounier est diplômé en lettres classiques. Il renonce à préparer l'agrégation et ne termine pas sa thèse, mais étudie l'anthropologie et apprend le haoussa. Il a enseigné à l'université de Nanterre (1995-1998), en collège et en lycée, puis de 2002 à 2008, il a travaillé à l’École normale supérieure de Lyon au sein de la cellule de publication électronique. 
Depuis 2008, il est directeur adjoint du Centre pour l'édition électronique ouverte (Cléo) et il enseigne à l'EHESS, où il anime un séminaire consacré aux humanités numériques avec Marin Dacos. Tous deux ont développé le portail Hypotheses.org.
Étant « l’un des principaux acteurs français des D[igital] H[umanities] », il intervient régulièrement lors de conférences sur le sujet mais aussi pour présenter l'offre éditoriale du Cléo.
En 2012, il est candidat aux élections législatives dans la quinzième circonscription de Paris, pour le Parti pirate. Il obtient 1,94 % des voix. Comme son parti, il dénonce l'instrumentalisation du droit d'auteur et réclame un « rééquilibrage entre la nécessaire protection des auteurs et les intérêts légitimes de la société ».

## Publications

### Articles
- « L'ICANN : Internet à l'épreuve de la démocratie », in Mouvements 18 (2001/5) 81-86.
- Pierre Mounier, Marin Dacos, « Sciences et société en interaction sur Internet. Éléments pour une histoire de l'édition électronique en sciences humaines et sociales », in Communication & Langages, 159 (2009) 123-135.
- « Le libre accès : entre idéal et nécessité », in Hermes (2010) 23-30.
- Marin Dacos, Pierre Mounier, « L'édition électronique », in Communications, 88 (2011) 47-57.
- « Revues.org : une plateforme d'édition électronique au service des sciences humaines et sociales », in Bulletin de psychologie 511 (2011/1) 55-56.
- « Ouvrir l'atelier de l'historien. Médias sociaux et carnets de recherche en ligne », in Revue d’histoire moderne et contemporaine 58-4bis (2011/5) 101-110.

### Contribution à des ouvrages collectifs
- Pierre Mounier, « Le livre et les trois dimensions du cyberespace », in Marin Dacos (dir.), Read/Write Book, Marseille, OpenEdition Press, 2010, [En ligne], mis en ligne le 25 mars 2010, Consulté le 7 décembre 2010. URL : http://press.openedition.org/179
- Pierre Mounier, « L'édition électronique : un nouvel eldorado pour les sciences humaines ? », in Marin Dacos (dir.), Read/Write Book, Marseille, Cléo (« Coll. Édition électronique »), 2010, [En ligne], mis en ligne le 25 mars 2010, Consulté le 7 décembre 2010. URL : http://cleo.revues.org/169
- Marin Dacos, Pierre Mounier, « Les carnets de recherche en ligne, espace d'une conversation scientifique décentrée », in Christian Jacob (dir.), Lieux de savoir, T.2, Gestes et supports du travail savant, Albin Michel (Ed.) (2010).

### Monographies
- Les humanités numériques : Une histoire critique. Nouvelle édition [en ligne]. Paris : Éditions de la Maison des sciences de l’homme, 2018. URL : https://books.openedition.org/editionsmsh/12006
- Marin Dacos, Pierre Mounier, L'édition électronique, La Découverte (« Coll. Repères »), Paris, 2010.
- Les Maîtres du réseau : les enjeux politiques d’Internet, La Découverte (« Coll. Cahiers libres »), Paris, 2002.
- Pierre Bourdieu, une introduction, Pocket, Paris, 2001.
- Hugues Jallon, Pierre Mounier, Les enragés de la République, La Découverte, Paris, 1999.

## Résultats électoraux

### Élections législatives
| Année | Parti | Parti | Circonscription | 1er tour | 1er tour | 1er tour |
| Année | Parti | Parti | Circonscription | Voix     | %        | Rang     |
| ----- | ----- | ----- | --------------- | -------- | -------- | -------- |
| 2012  |       | PP    | 15e de Paris    | 821      | 1,94     | 7e       |